# 結婚初夜

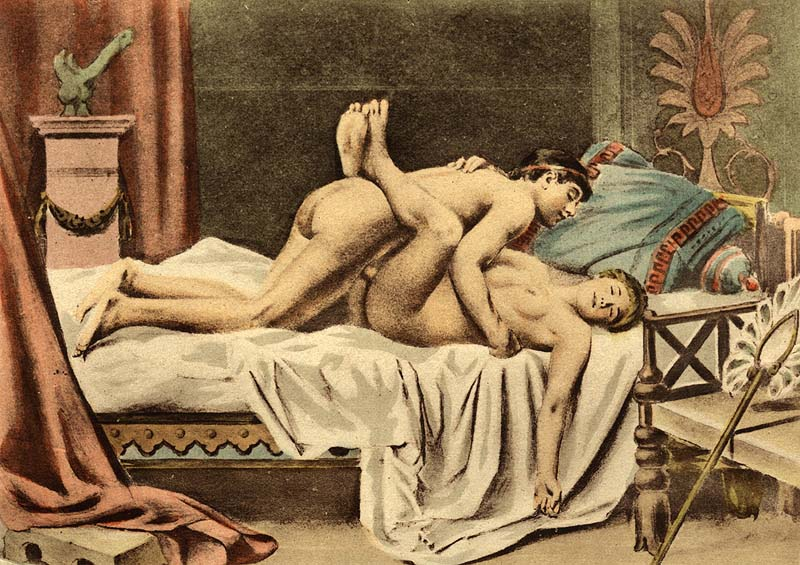
正常位で膣性交する男女（エドゥアール＝アンリ・アヴリルの絵画）

結婚初夜（けっこんしょや）とは、夫婦が結婚後初めて行う性交（通常は膣への陰茎の挿入を伴う膣性交）のこと。原義は文字通り、結婚後初めて迎える夜のことである。新婚初夜（しんこんしょや）、また単に 初夜とも言い、特に性交について強調して述べる場合は 初夜性交とも呼ぶ。

## 概要
多くの国や文化圏では、夫婦は性的パートナーであり、日常的に性交を行う関係であるとされる。夫婦間の性交を「夫婦の営み」「夫婦生活」と呼ぶなど、夫婦が性交することは普通のこととされるほか、離婚を問う裁判においては長期間にわたって性交がないことを夫婦関係の破綻と認定する。後述するように、性交によって夫婦が結ばれるとする考えも存在し、文化的にも法的にも、夫婦と性交は分けて考えることのできないものであり、とりわけ夫婦となってから初めての性交は夫婦関係を構築していく第一歩として特別視される。

## 中世ヨーロッパの結婚初夜
西洋においては、旧約聖書の創世記には以下の記述がある。
カトリック教会においては聖書のこれらのことばを特に肉体的交わりの意味であるとし、婚姻の合意のみでは婚姻が完成せず、神の前で夫婦が一体になることによってのみ、婚姻が完成されると解釈している。結婚の合意があっても肉体的交わりがなかったり、初夜性交の条件を満たす性交が行われていない状態を「未完成婚」という。
性交が行われていない場合のほか、生殖を目的としない性行為を禁ずる教義のもとでは、避妊法の使用や、新郎の射精障害など性的不能も婚姻の成立を妨げる理由となり、教会法を根拠に「婚姻の無効」を申し立てられる可能性がある。そのため、婚姻を完成させるためには子づくりを目的とした膣性交で膣内射精まで完遂する必要があった。
中世ヨーロッパの王侯貴族においては政略結婚が一般的であり、反対勢力から婚姻の無効を申し立てられることを防ぐため、司祭や招待した貴族らの立会い看視のもと、一切の避妊をすることなく陰茎を膣に挿入して、膣内射精に至る初夜性交を行い、性交後の新婦の膣内に精液が存在することを司祭が職権によって確認するなどして、初夜性交の完遂を教会のお墨付きのもとで国内外に発表したとされる。
しかし政略結婚においては、新郎が精通を、新婦が初潮を迎えていないような低年齢での結婚もあったため、立会い看視のなか陰茎の挿入が可能であったとしても、膣内射精の完遂までとなると困難もある。ルイ13世とアンヌ・ドートリッシュの結婚においては、ブルボン朝とハプスブルク家の政略結婚であるが、お互いにまだ14歳であり、初夜性交は発表に反して実際には失敗に終わり、その後数年間にわたり未完成婚のままであったとされる（アンヌ・ドートリッシュ#フランス王妃の項を参照）など、膣内射精の確認は実際には形骸化していた可能性がある。

## 日本の結婚初夜
日本においても、結婚初夜に新婚夫婦は性交をするのが一般的とされ、婚礼のしきたりについて示した小笠原流礼法の床入りが有名である。
結婚披露宴を終えた夫婦はその後の宴会には参加せず、布団の敷かれた奥の間に通され、そこで、一切の避妊をすることなく膣内射精に至る初夜性交を行った。隣室に立会人をもうけ、初夜性交の完遂は宴会の席の親族一同に報告され、家と家との結婚であるとされたかつての結婚観において、新郎新婦が性器を結合させることによる体液交換が行われて血統が合流し、両家の結婚が完成したことを祝ったのである。
しかし、童謡「赤とんぼ」（作詞：三木露風）に「十五で姐やは嫁に行き」（註：数え年の15歳は満年齢の13歳か14歳）と唄われているように当時の結婚年齢は10代前半であり、童貞と処女の見合い結婚など性経験に乏しい場合も少なくなかった。極度の緊張によって新郎に勃起が得られなかったり（新婚性勃起障害）、挿入前に新郎が射精してしまう・新婦に湿潤が得られない、中折れや膣内射精障害などで射精に至れないなど、実際には初夜性交をうまく行えない場合も多かった。立会人としては新婚夫婦の交わりの不成立を祝いの席に報告するわけにもいかないことや、新郎にとっては床入り開始から新郎が射精するまでの時間が短すぎても長すぎても、その後の親族からのからかいの対象となってしまうことなどから、立会人には心付けとしていくらかの金銭を渡し立会いを免じてもらい、宴会の席へは適時に報告してもらうようになったり、宴に濁酒や白酒、蛤やアワビなどをふるまうことで立会人の報告に代えるなど、立会人の存在は形骸化していった。白濁した酒は精液の隠喩であるほか、閉じた状態が陰裂を連想させる蛤は、調理して開いた状態で供することで、処女が破られたことの隠喩としたり、アワビを供することで成熟した女性器の隠喩とした。供されたアワビや蛤に酒をかけることは不粋とされたが、酒席においてはしばしば行われた。
亀山市史 民俗編にも結婚の風俗について記されており、初夜の立会いは仲人の仕事のひとつであること、初夜の翌朝、夫婦に「ゆうべはどうだったか」と確認したり、初夜の寝室で使用されたチリ紙（現代でいうティッシュペーパー）を確認するなどしたほか、近所の者が初夜性交を覗きに行くこともあったと、調査事例として記されている。
なお結婚後は速やかに子をもうけることが望ましいとされ、とりわけ初夜性交による妊娠は特別な意味を持っていたため、婚礼の日取りは新婦の排卵日を見計らって決められた。

## 現代の結婚初夜
現代においては、恋愛結婚、婚前交渉が一般化したことや、結婚を個人と個人のものとする考え方が広まったことにより、結婚初夜の性交の重要性は以前に比べて低くなった。法的・社会的なものである「結婚」という区切りよりも、二人が出会って初めての性交が重視されるようになり、単に「初夜」と呼ぶ場合、避妊の有無にかかわらず結婚前の初性交を指すことが増えている。本来は結婚を意味する「結ばれる」という言葉も、近年では恋人同士の性的結合（性交）を意味する用法へと変化している。
いわゆるできちゃった結婚ではなく、結婚まで避妊を徹底していた場合、コンドームを装着せず直接粘膜接触を伴う挿入や膣内射精を結婚初夜を迎えて初めて行うケースはあるが、それさえもオギノ式の応用による「安全日」にはコンドームを使用しないカップルなどもおり、結婚初夜に特別異なることをするケースは減少している。
結婚初夜について、日本においてはバブル景気の頃まではホテルの大宴会場などを用いて盛大な披露宴を執り行い、その日の内に新婚旅行へ出発、その夜に初夜性交を行うことが多かったとされる。新婚旅行中の性交によって妊娠した子を表す「ハネムーンベビー」という言葉も生まれたが、バブル崩壊とともに地味婚が台頭、披露宴は縮小され、新婚旅行も式当日の出発ではなく別日の出発となり、式当日は新郎新婦の友人など親しい関係者を招いての２次会、３次会を開いて新郎新婦も参加する形態が増えた。
結果として、結婚式当日の夜は新郎新婦は遅くまで友人らとともに過ごすこととなり、疲れによって性交を行う気力がないことなどから、初夜性交が「結婚後初めての夜」とは異なるケースが増えている。